# Promastobranchus orbiculatus
Promastobranchus orbiculatus är en ringmaskart som beskrevs av Green 2002. Promastobranchus orbiculatus ingår i släktet Promastobranchus och familjen Capitellidae. Inga underarter finns listade i Catalogue of Life.